# Elecciones presidenciales de Colombia de 2022
La primera vuelta de la elección presidencial de Colombia de 2022 se celebró el 29 de mayo de 2022, y en ella se escogieron los candidatos para la segunda vuelta a los cargos de presidente y vicepresidente del país para el periodo 2022-2026. Dado que la fórmula ganadora no obtuvo la mitad más uno del total de votos válidos, el 19 de junio de 2022 se realizó una segunda vuelta entre los dos candidatos con mayor votación. Los candidatos con mayor votación en la primera vuelta fueron Gustavo Petro y su compañera de fórmula Francia Márquez que obtuvieron el 40.34 % de los votos, mientras que en segundo lugar se ubicó Rodolfo Hernández y su fórmula vicepresidencial Marelen Castillo que obtuvieron el 28.17 %. El 19 de junio la fórmula Petro/Márquez resultó elegida con 50,44% de los votos contra 47,31% de la fórmula Hernández/Castillo.

## Legislación
Según la Constitución de Colombia, pueden ejercer su derecho a sufragio los ciudadanos mayores de 18 años de edad que no hagan parte de la Fuerza Pública, no estén en un proceso de interdicción, y que no hayan sido condenados. Las personas que se encuentran en centros de reclusión, tales como cárceles o reformatorios, podrán votar en los establecimientos que determine la Registraduría Nacional. La inscripción en el registro civil no es automática, el ciudadano debe dirigirse a la sede regional de la Registraduría para inscribir su identificación personal en un puesto de votación.
La elección del presidente de la república se hace junto con la del vicepresidente, siendo este último su fórmula; la estadía en el cargo será de cuatro años sin posibilidad de reelección. El proceso de elección no se realizará simultáneamente con cualquier otro. La Constitución política en su artículo 191, establece que quien pretenda llegar al cargo debe ser colombiano de nacimiento y tener la nacionalidad, asimismo, ser mayor de treinta años. La primera vuelta se celebra el último domingo de mayo, que para el 2022 fue el día 29, y resulta ganador quien haya obtenido la mitad más uno de los votos. En caso de que ninguno de los aspirantes obtenga esta ponderación de los votos, los dos candidatos que en primera vuelta hayan obtenido la mayoría de los votos irán a la segunda vuelta; el ganador es quien logre la mayoría de los votos.
Los organismos encargados de velar administrativamente por el evento son la Registraduría Nacional del Estado Civil y el Consejo Nacional Electoral.
El acto legislativo número 02 del 2015 decreta que el candidato presidencial que logra la segunda mayor votación obtiene una curul en el Senado y su fórmula vicepresidencial obtiene una curúl en la Cámara de Representantes.

### Voto en blanco
De acuerdo con la sentencia C-490 de 2011 de la Corte Constitucional de Colombia, que declaró la exequibilidad de la Ley 1475 (Reforma Política), el voto en blanco es «una expresión política de disentimiento, abstención o inconformidad, con efectos políticos» y agrega que «el voto en blanco constituye una valiosa expresión del disenso a través del cual se promueve la protección de la libertad del elector. Como consecuencia de este reconocimiento la Constitución le adscribe una incidencia decisiva en procesos electorales orientados a proveer cargos unipersonales y de corporaciones públicas de elección popular».

De acuerdo con el artículo 9 del Acto Legislativo 01 de 2009, en caso de victoria del voto en blanco, 
"Deberá repetirse por una sola vez la votación para elegir miembros de una corporación pública, gobernador, alcalde o la primera vuelta en las elecciones presidenciales, cuando el total de los votos válidos, los votos en blanco constituyan la mayoría. Tratándose de elecciones unipersonales no podrán presentarse los mismos candidatos, mientras que en las corporaciones públicas no se podrán presentar a las nuevas elecciones las listas que no hayan alcanzado el umbral". 
Según lo anterior, si en la repetición de las votaciones llegara a ganar nuevamente el voto en blanco, quedaría como ganador el candidato que alcanzó la mayoría de votos válidos en el certamen electoral. Por lo cual, se elegirá el segundo puesto en votos. La Corte Constitucional, en sentencia C-490 de 2011 declaró inexequible la norma de la Reforma Política que ordenaba repetir elecciones «cuando el voto en blanco obtenga más votos que el candidato o lista que haya sacado la mayor votación» y en consecuencia la mayoría necesaria para repetir la elección es mayoría absoluta, es decir el 50% más 1 de los votos válidos, y no mayoría simple.

## Definición de candidaturas

### Elección mediante Directorio Nacional
Estos son los partidos que mediante debate en el Directorio Nacional de cada colectividad, definieron su candidato presidencial o la ruta que llevará el partido de cara a las elecciones presidenciales.

#### Movimiento MAIS
El 25 de julio de 2021 la Dirección Nacional y el Consejo de Fundadores del MAIS escogieron a Arelis Uriana como candidata y representó al movimiento en la consulta presidencial por el Pacto Histórico en marzo de 2022.

#### Partido Conservador
El 4 de noviembre el Directorio Nacional del Partido Conservador escogió a David Barguil como su candidato único presidencial.

#### Alianza Verde
El 12 de noviembre de 2021, el Directorio Nacional del Partido Alianza Verde, anunció mediante un comunicado que dejará en libertad a su militancia y no presentará candidato de cara a las elecciones presidenciales.

#### Partido MIRA
El 10 de noviembre de 2021 la Dirección Nacional de MIRA designó a la senadora Aydeé Lizarazo como su candidata presidencial.

#### Polo Democrático Alternativo
El 17 de diciembre de 2021 el Polo anunció que su candidata presidencial sería Francia Márquez.

### Consultas internas en los partidos políticos
Estos son los partidos políticos que realizaron una serie de encuestas o consultas entre su militancia para definir quién será el candidato presidencial de esa colectividad:

#### Centro Democrático
El líder del partido, Álvaro Uribe, dio a conocer que la elección del candidato único de esta colectividad se hará mediante encuesta interna. Los nombres confirmados como precandidatos de esta colectividad son: Las senadoras María Fernanda Cabal y Paloma Valencia, el exministro de hacienda Oscar Iván Zuluaga, el exviceministro Rafael Nieto Loaiza y el exgobernador de Casanare Josué Alirio Barrera quien decidió postularse el 14 de septiembre de 2021. Finalmente los resultados fueron:
|                                |                            | Precandidato/a             | %             | Estatus |
| ------------------------------ | -------------------------- | -------------------------- | ------------- | ------- |
|                                | Partido Centro Democrático | Óscar Iván Zuluaga Escobar | 43%           | Electo  |
| María Fernanda Cabal Molina    | Partido Centro Democrático | 22%                        | Segundo lugar |         |
| Paloma Valencia Laserna        | Partido Centro Democrático | 13%                        | Tercer lugar  |         |
| Josué Alirio Barrera Rodríguez | Partido Centro Democrático | 12%                        | Cuarto lugar  |         |
| Rafael Nieto Loaiza            | Partido Centro Democrático | 11%                        | Quinto lugar  |         |

El 22 de noviembre se anunció que el candidato presidencial será Óscar Iván Zuluaga. Sin embargo hubo gran revuelo y exigencias al partido para que diera publicación a detalle de los resultados de la encuesta, cuando se conocieron los detalles aumentaron los cuestionamientos debido a que la sumatoria de los porcentajes de los candidatos daban un total de 101%.
Sin embargo, el candidato Óscar Iván Zuluaga el 14 de marzo renunció a su candidatura por la Primera Magistratura de Colombia, una vez se conocieron los resultados de las consultas presidenciales.

### Consultas interpartidistas
El 13 de marzo de 2022, el mismo día de las elecciones legislativas, se realizaron tres consultas interpartidistas para escoger los candidatos únicos del Pacto Histórico, la Coalición Centro Esperanza y la Coalición Equipo por Colombia.

#### Pacto Histórico
El Pacto Histórico está compuesta por partidos de izquierda y centroizquierda de Colombia, entre ellos la Colombia Humana, la Unión Patriótica, el Polo Democrático Alternativo, y el Movimiento Alternativo Indígena y Social (MAIS), han asegurado su participación en una consulta para la elección de un candidato único a las elecciones de mayo del 2022. 
Los candidatos que participaron en esta consulta son: el senador y exalcalde mayor de Bogotá Gustavo Petro quien fue candidato presidencial en 2018, la lideresa de las comunidades afrocolombianas Francia Márquez, la líder de la comunidad Wayúu Arelis Uriana, el exgobernador de Nariño Camilo Romero, el cristiano evangélico y exdirector del área Metropolitana de Valledupar Alfredo Saade
Con la decisión del partido Alianza verde de dejar a sus militantes en total libertad para apoyar a su candidato presidencial de preferencia. Varios de sus integrantes como su copresidente Carlos Ramón González, Katherine Miranda, León Fredy Muñoz Lopera, Inti Asprilla, entre otros, dieron su apoyo al Pacto Histórico. Además, otras organizaciones también han formado parte del pacto, como lo son el partido Fuerza Ciudadana, ADA, el MODEP, el Congreso de los Pueblos, el Partido del Trabajo de Colombia. Igualmente Piedad Córdoba y su movimiento liberal Poder Ciudadano Siglo XXI confirmó su adición a este pacto. El 16 de septiembre de 2021, la excongresista Ángela María Robledo confirmó su ingreso al Pacto Histórico. Varios líderes de izquierda como Gustavo Bolívar, Iván Cepeda, María José Pizarro y Aída Avella apoyan esta coalición. El 9 de diciembre de 2021 Francia Márquez anunció que recibirá el aval del partido AICO (Autoridades Indígenas de Colombia), al no haber logrado reunir las firmas suficientes para inscribirse de manera independiente y más tarde recibiría el aval del Polo Democrático. El 22 de enero de 2022, el movimiento feminista Estamos Listas anunció su respaldo a la candidatura de Francia Márquez. Camilo Romero recibió el aval de los partidos ADA y Unión Patriótica para participar en la consulta.
| Alianza | Alianza                   | Candidato/a                              | Candidato/a                    | Candidato/a   | Votos     | %      |
| ------- | ------------------------- | ---------------------------------------- | ------------------------------ | ------------- | --------- | ------ |
|         | Coalición Pacto Histórico |                                          | Colombia Humana                | Gustavo Petro | 4 495 831 | 80.50% |
|         | Coalición Pacto Histórico | Unión Patriótica                         |                                | Gustavo Petro | 4 495 831 | 80.50% |
|         | Coalición Pacto Histórico | Polo Democrático Alternativo             | Francia Márquez                | 785 215       | 14.05%    |        |
|         | Coalición Pacto Histórico | Coalición Verdes por el Cambio (UP-ADA)  | Camilo Romero                  | 227 218       | 4.06%     |        |
|         | Coalición Pacto Histórico | Movimiento Alternativo Indígena y Social | Arelis Uriana                  | 54 770        | 0.98%     |        |
|         | Coalición Pacto Histórico | Alianza Democrática Amplia               | Alfredo Saade                  | 21 724        | 0.38%     |        |
|         | Coalición Pacto Histórico | Total de votos por la consulta           | Total de votos por la consulta | 5 584 758     | 5 584 758 |        |

#### Coalición Equipo por Colombia
La coalición Equipo por Colombia, que está conformado por los partidos de centro derecha, derecha y derecha extrema de Colombia, tuvo sus orígenes el 19 de noviembre de 2021, cuando se realizó una reunión de exalcaldes y exgobernadores de las distintas regiones del país, en las que se construyó una alianza electoral con cara a las elecciones presidenciales de 2022. Los precandidatos de esta coalición quienes se enfrentaran en una consulta para la elección de un candidato único el 13 de marzo para las elecciones presidenciales en mayo son: el exalcalde de Bogotá, Enrique Peñalosa quien tiene el aval del Partido de la U, el exalcalde de Medellín, Federico Gutiérrez, el exalcalde de Barranquilla Alejandro Char, el candidato del Partido Conservador David Barguil, y Aydeé Lizarazo candidata del partido MIRA.
En un principio se esperaba que el candidato Oscar Iván Zuluaga del Centro Democrático llegara a entrar a la Coalición Equipo por Colombia, sin embargo algunos de sus integrantes no aceptaron su ingreso y mediante un vídeo el 15 de enero del 2022 el candidato Óscar Iván Zuluaga anunció no entrar a dicha coalición.
Finalmente ganó Federico Gutiérrez y tiene como fórmula Vicepresidencial al médico Rodrigo Lara.
| Alianza | Alianza                       | Candidato/a                    | Candidato/a                    | Candidato/a        | Votos     | %      |
| ------- | ----------------------------- | ------------------------------ | ------------------------------ | ------------------ | --------- | ------ |
|         | Coalición Equipo por Colombia |                                | Creemos Colombia               | Federico Gutiérrez | 2 161 686 | 54,18% |
|         | Coalición Equipo por Colombia | País de Oportunidades          | Alejandro Char                 | 707 007            | 17.72%    |        |
|         | Coalición Equipo por Colombia | Partido Conservador            | David Barguil                  | 629 510            | 15.77%    |        |
|         | Coalición Equipo por Colombia | Partido MIRA                   | Aydeé Lizarazo                 | 259 771            | 6.51%     |        |
|         | Coalición Equipo por Colombia | Partido de la U                | Enrique Peñalosa               | 231 668            | 5.80%     |        |
|         | Coalición Equipo por Colombia | Total de votos por la consulta | Total de votos por la consulta | 3 989 642          | 3 989 642 |        |

#### Coalición Centro Esperanza
Compuesto por partidos y movimientos políticos de centro y centroizquierda como el Movimiento Compromiso Ciudadano, el Nuevo Liberalismo, el recién creado partido Dignidad, el movimiento En Marcha, el partido Alianza Social Independiente y el partido Colombia Renaciente, quienes inicialmente se agruparon bajo el nombre de Coalición de la Esperanza. Esta coalición cuenta con las potenciales aspiraciones del exgobernador de Antioquia Sergio Fajardo (tercer candidato más votado en las elecciones presidenciales de 2018), los exsenadores Juan Manuel Galán y Jorge Enrique Robledo, y los exministros Juan Fernando Cristo y Humberto de La Calle. Luego de la decisión de la Alianza Verde de dejar a sus militantes en libertad para escoger candidato presidencial, el exgobernador de Boyacá Carlos Andrés Amaya también se adhirió a esta coalición. 
El 28 de noviembre de 2021, todos los dirigentes de las colectividades involucradas, la congresista Angélica Lozano de la Alianza Verde, y el exrector de la Universidad de los Andes Alejandro Gaviria, se reunieron para acordar una coalición más amplia. Esta reunión, convocada inicialmente por Juan Fernando Cristo como un "cónclave" del centro político, y moderada por los excandidatos presidenciales Íngrid Betancourt y Humberto de la Calle, consiguió establecer reglas de juego para una consulta interpartidista con el nombre de Coalición Centro Esperanza y en la que participarían, además de Cristo y Betancourt, los precandidatos Sergio Fajardo, Alejandro Gaviria, Juan Manuel Galán, Carlos Amaya y Jorge Enrique Robledo. Varios líderes de la Alianza Verde como Antanas Mockus, Antonio Sanguino y Sandra Ortiz manifestaron su apoyo a esta consulta, aunque su partido no participa directamente de esta.
Posteriormente Ingrid Betancourt abandonó la coalición para nominarse bajo el aval de su propio Partido Verde Oxígeno.
Para suplir la salida del Partido Verde Oxígeno y la ausencia de la Alianza Verde, el CNE autorizó a ASI y Dignidad para otorgar avales múltiples a los precandidatos de la coalición. Aunque el candidato Carlos Amaya fue avalado por el partido Dignidad, la Registraduría permitió que apareciera en la tarjeta electoral de la consulta con el logo del movimiento Somos Verde Esperanza.
El 4 de febrero de 2022, el precandidato Juan Fernando Cristo declinó su aspiración presidencial.
|  | Coalición Centro Esperanza                     |                                |           |           |
|  | Alianza Social Independiente                   | Sergio Fajardo                 | 723 475   | 33.50%    |
|  | Nuevo Liberalismo                              | Juan Manuel Galán              | 487 019   | 22.55%    |
|  | Coalición Somos Verde Esperanza (Dignidad-ASI) | Carlos Amaya                   | 451 223   | 20.89%    |
|  | Colombia Tiene Futuro                          | Alejandro Gaviria              | 336 504   | 15.58%    |
|  | Dignidad                                       | Jorge Enrique Robledo          | 161 244   | 7.46%     |
|  | Total de votos por la consulta                 | Total de votos por la consulta | 2 159 465 | 2 159 465 |

#### Candidaturas fuera de coalición
- El exalcalde de Bucaramanga Rodolfo Hernández como candidato independiente a la presidencia por la Liga de Gobernantes Anticorrupción.
- El exgobernador de Antioquia Luis Pérez Gutiérrez como candidato independiente del movimiento Colombia Piensa En Grande; se especuló su llegada al Pacto Histórico, pero finalmente presentó su candidatura en solitario.[39]
- El partido Colombia Justa Libres designó a John Milton Rodríguez como su candidato a la presidencia.
- El Movimiento de Salvación Nacional escogió como candidato a su presidente Enrique Gómez Martínez.
- El partido Verde Oxígeno designó a Íngrid Betancourt como su candidata a la presidencia.
- El partido Colombia Renaciente designó a Luis Gilberto Murillo como su candidato a la presidencia.

## Candidatos
Lista de candidatos presidenciales inscritos ante la Registraduría Nacional del Estado Civil, ordenados por su orden de aparición en el tarjetón de primera vuelta electoral del 29 de mayo:
| Partido y/o Coalición | Partido y/o Coalición | Partido y/o Coalición                                         | Fórmula presidencial | Fórmula presidencial                                 | Cargos públicos                                  | Fórmula vicepresidencial | Fórmula vicepresidencial                                           | Cargos públicos                                            |
| --------------------- | --------------------- | ------------------------------------------------------------- | -------------------- | ---------------------------------------------------- | ------------------------------------------------ | ------------------------ | ------------------------------------------------------------------ | ---------------------------------------------------------- |
|                       |                       | Liga de Gobernantes Anticorrupción Lema: Rodolfo Presidente   |                      | Rodolfo Hernández (77 años) Ingeniero civil          | - Alcalde de Bucaramanga (2016-2019)             |                          | Marelen Castillo (53 años) Licenciada en Biología y Química        | - Ninguno                                                  |
|                       |                       | Colombia Justa Libres Lema: John Milton Presidente va         |                      | John Milton Rodríguez (52 años) Ingeniero industrial | - Senador de la República (2018-2022)            |                          | Sandra de las Lajas Torres (52 años) Etnobióloga Internacionalista | - Ninguno                                                  |
|                       |                       | Coalición Equipo por Colombia Lema: El Presidente de la Gente |                      | Federico Gutiérrez (47 años) Ingeniero civil         | - Alcalde de Medellín (2016-2020)                |                          | Rodrigo Lara Sánchez (51 años) Médico                              | - Alcalde de Neiva (2016-2019)                             |
|                       |                       | Coalición Centro Esperanza Lema: Este es el momento           |                      | Sergio Fajardo (65 años) Matemático                  | - Gobernador de Antioquia (2012-2016)            |                          | Gilberto Murillo (55 años) Ingeniero de Minas                      | - Ministro de Ambiente y Desarrollo Sostenible (2016-2018) |
|                       |                       | Movimiento de Salvación Nacional Lema: ¡Salvemos a Colombia!  |                      | Enrique Gómez (53 años) Abogado Economista           | - Ninguno                                        |                          | Carlos Cuartas (53 años) Administrador de empresas                 | - Ninguno                                                  |
|                       |                       | Coalición Pacto Histórico Lema: Cambio por la vida            |                      | Gustavo Petro (62 años) Economista                   | - Senador de la República (2006-2010; 2018-2022) |                          | Francia Márquez (40 años) Abogada                                  | - Presidenta del Consejo Nacional de Paz (2020-2021)       |

### Candidaturas declinadas
- El exministro, escritor, profesor y exvicepresidente, Humberto de la Calle, anunció que no aspirará a la presidencia para ser cabeza de lista al Senado por la Coalición Centro Esperanza.
- Alexander López Maya, senador y presidente del Polo Democrático Alternativo, declinó su aspiración presidencial para volver a lanzarse al Senado de la República por el Pacto Histórico y otorgarle su apoyo a Francia Márquez.[41]
- El ex comisionado de paz Miguel Ceballos, líder del movimiento Transformación y Unión (TU), renunció a su precandidatura presidencial para dar su apoyo al precandidato conservador David Barguil.[42]
- El senador Roy Barreras declinó su aspiración presidencial luego de participar en un debate del Pacto Histórico en Noticias Caracol. Asumirá como Jefe de Debate Parlamentario de dicha coalición.[43]
- El exministro Juan Carlos Echeverry declinó su candidatura presidencial, pero seguirá como miembro de la coalición Equipo por Colombia.[44]
- La exgobernadora del Valle, Dilian Francisca Toro, declinó su aspiración presidencial argumentando que es un momento en donde debe centrarse más en el cuidado de su familia. El aval de La U se le otorgó a Enrique Peñalosa.[45] El 4 de marzo aceptó ser la fórmula vicepresidencial de Enrique Peñalosa.[46]
- El exsenador Luis Fernando Velasco dejó su aspiración para evitar incurrir en doble militancia, pero seguirá apoyando al Pacto Histórico.
- El exministro del interior Juan Fernando Cristo renunció a su precandidatura presidencial, pero seguirá dando su apoyo a la Coalición Centro Esperanza.[47]
- La periodista Paola Ochoa, luego de cuatro días de haber aceptado ser candidata a la Vicepresidencia de Rodolfo Hernández, renunció a su aspiración.[48]
- El exministro Óscar Iván Zuluaga, anunció el 14 de marzo que declina su aspiración a la Presidencia, para sumarse a la campaña de Federico Gutiérrez.[49]
- El exministro Gilberto Murillo renunció el 17 de marzo a su candidatura a la presidencia para ser la fórmula vicepresidencial de Sergio Fajardo.[50]
- El exgobernador de Antioquia, Luis Pérez renunció a su candidatura presidencial el 11 de mayo de 2022 luego de afirmar por redes sociales que las elecciones son un juego de ping pong entre los extremos políticos.[51] Aunque por lo cercana la renuncia al día de elecciones, se anuncia que aparecerá en las tarjetas electorales.
- La exsenadora Íngrid Betancourt declinó su candidatura presidencial luego de sostener una reunión con las directivas de Verde Oxígeno el 20 de mayo y delimitar el apoyo a la candidatura de Rodolfo Hernández el 29 de mayo.[52] Aunque por lo cercana la renuncia al día de elecciones, se anuncia que aparecerá en las tarjetas electorales.

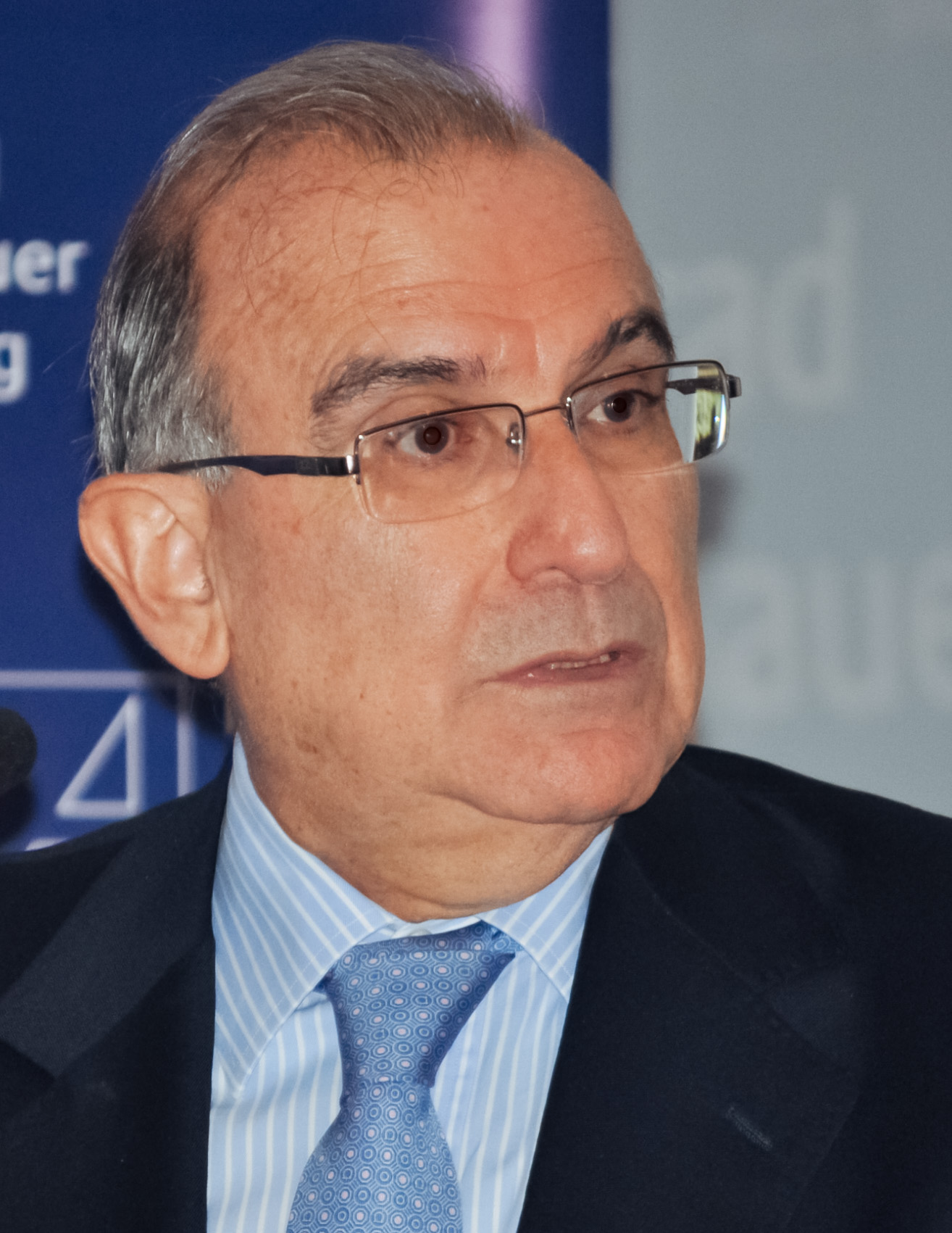
Humberto de La Calle
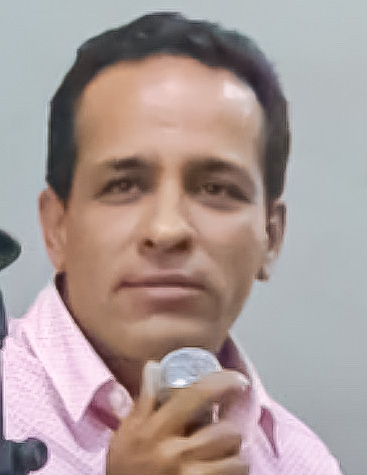
Alexander López Maya
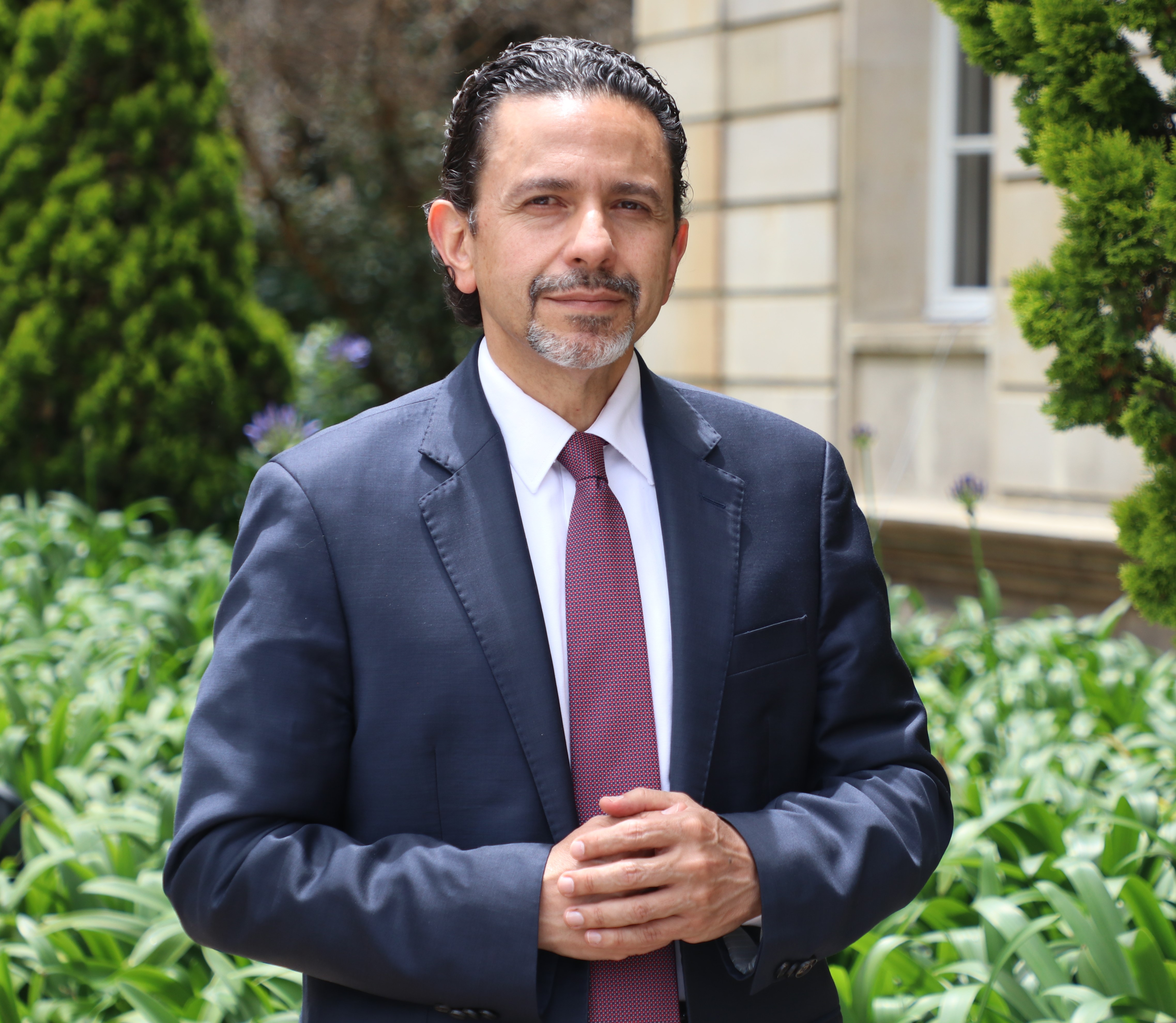
Miguel Ceballos
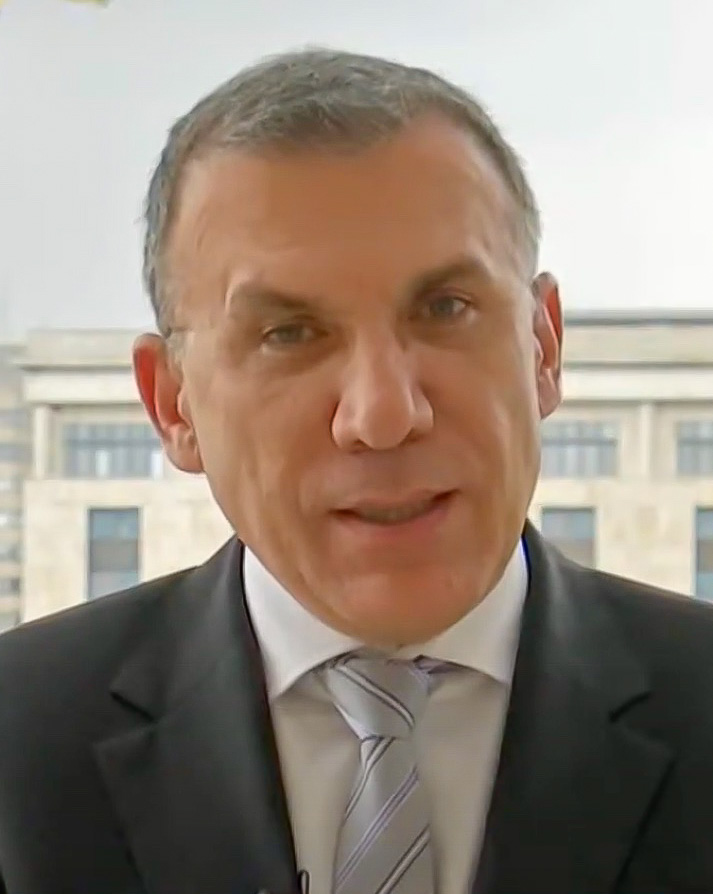
Roy Barreras
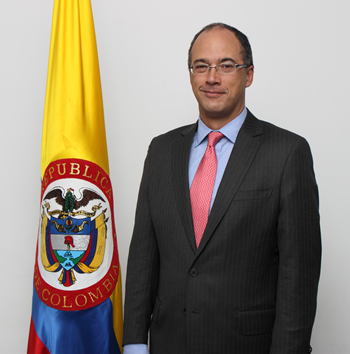
Juan Carlos Echeverry
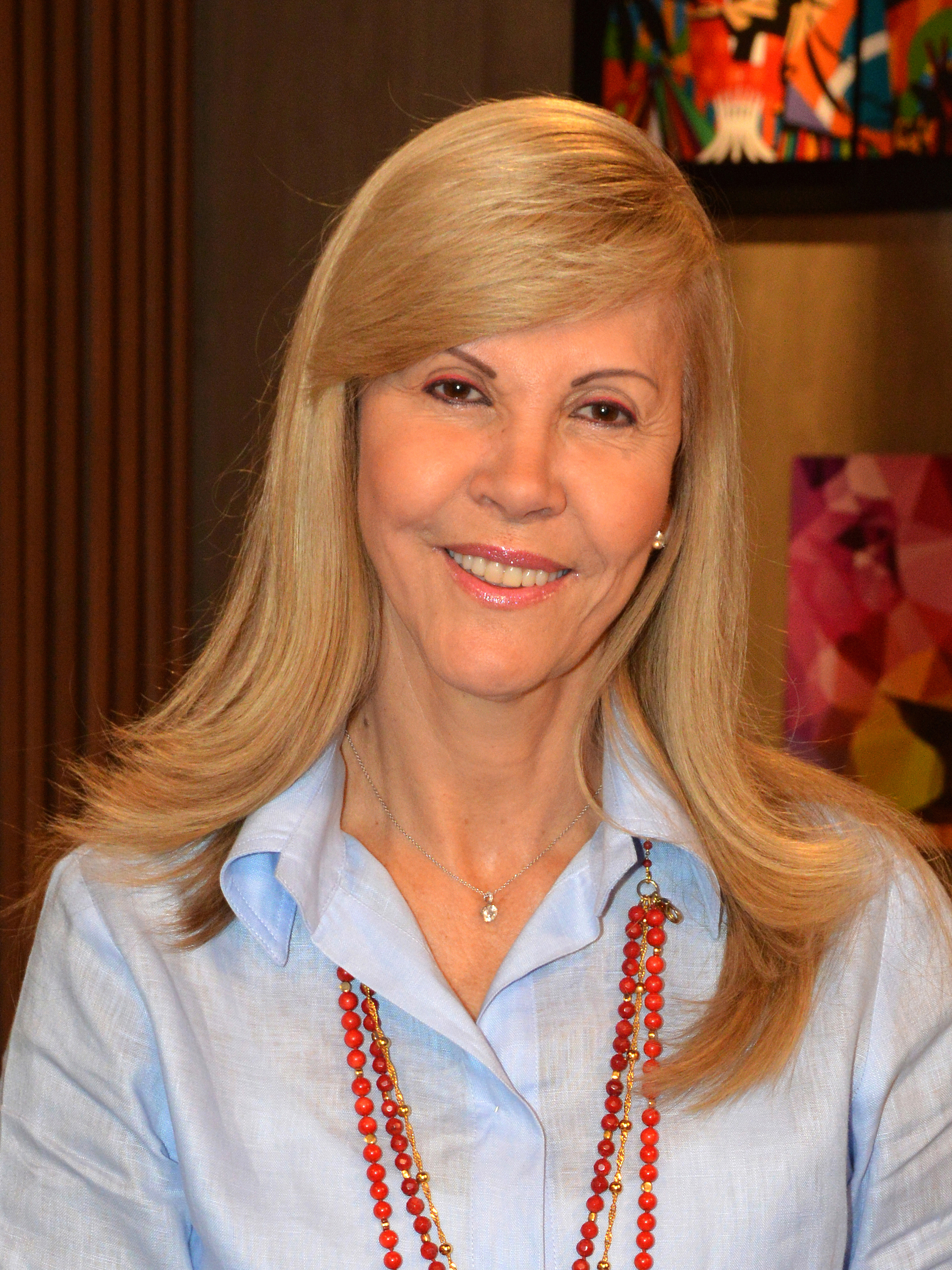
Dilian Francisca Toro
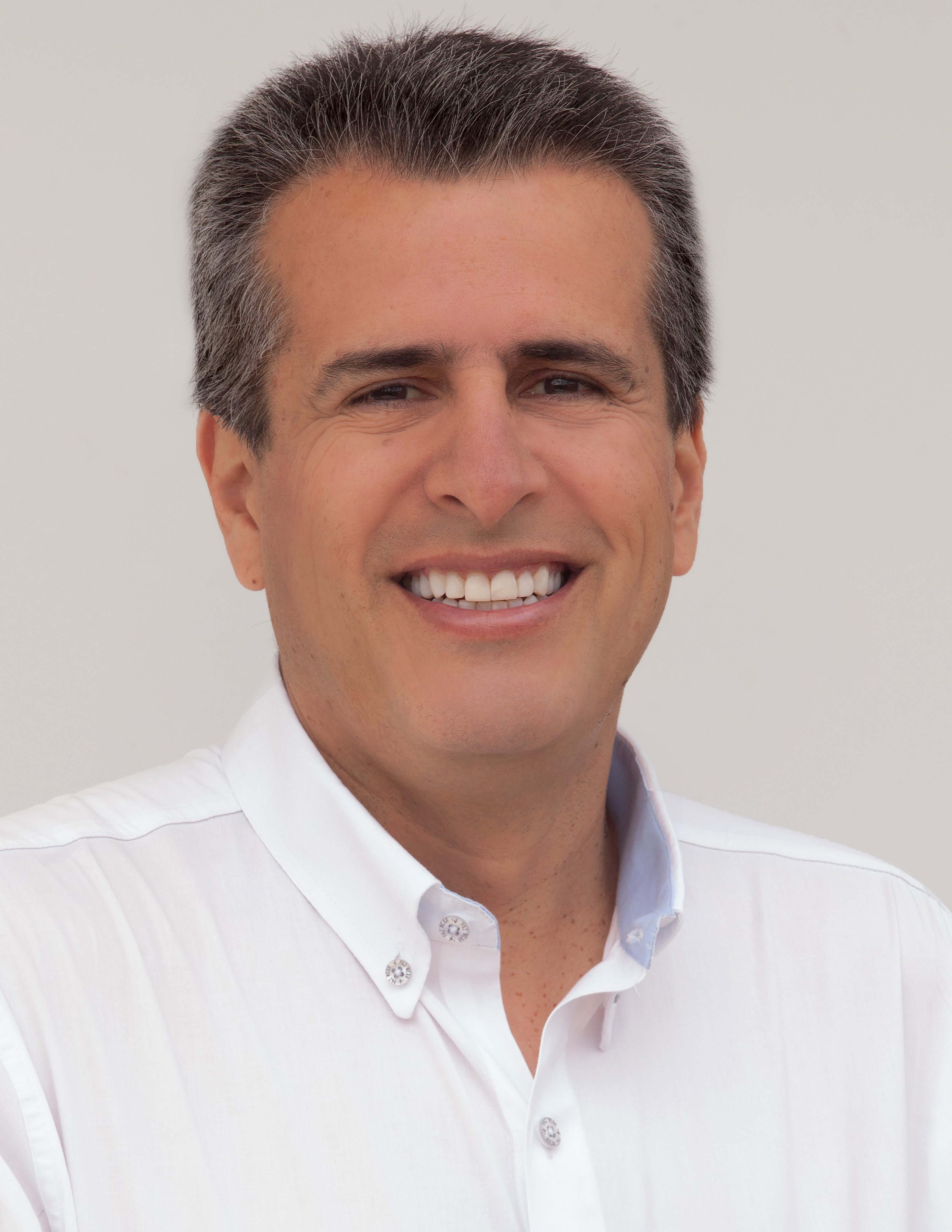
Luis Fernando Velasco
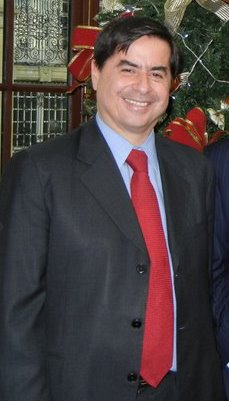
Juan Fernando Cristo
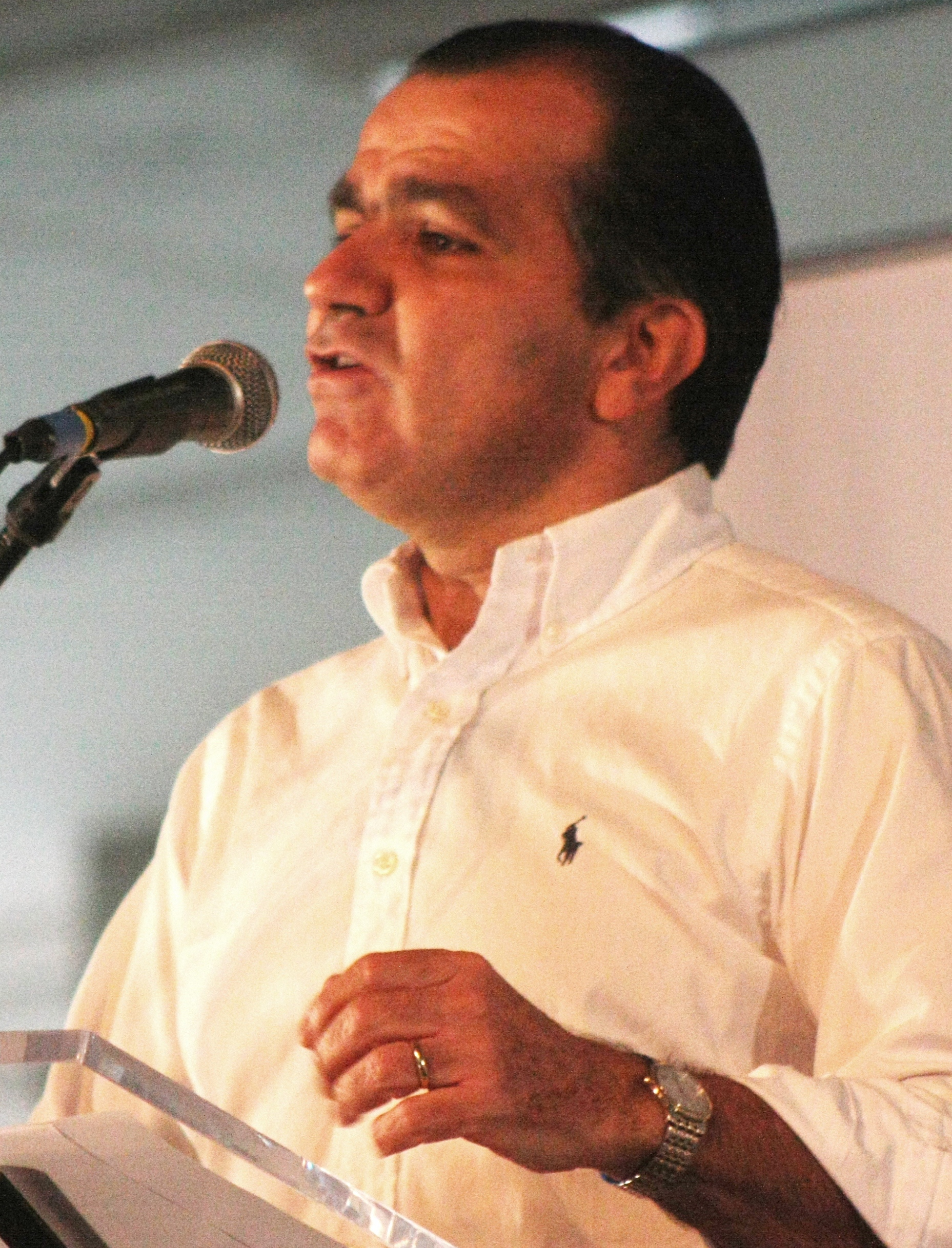
Óscar Iván Zuluaga
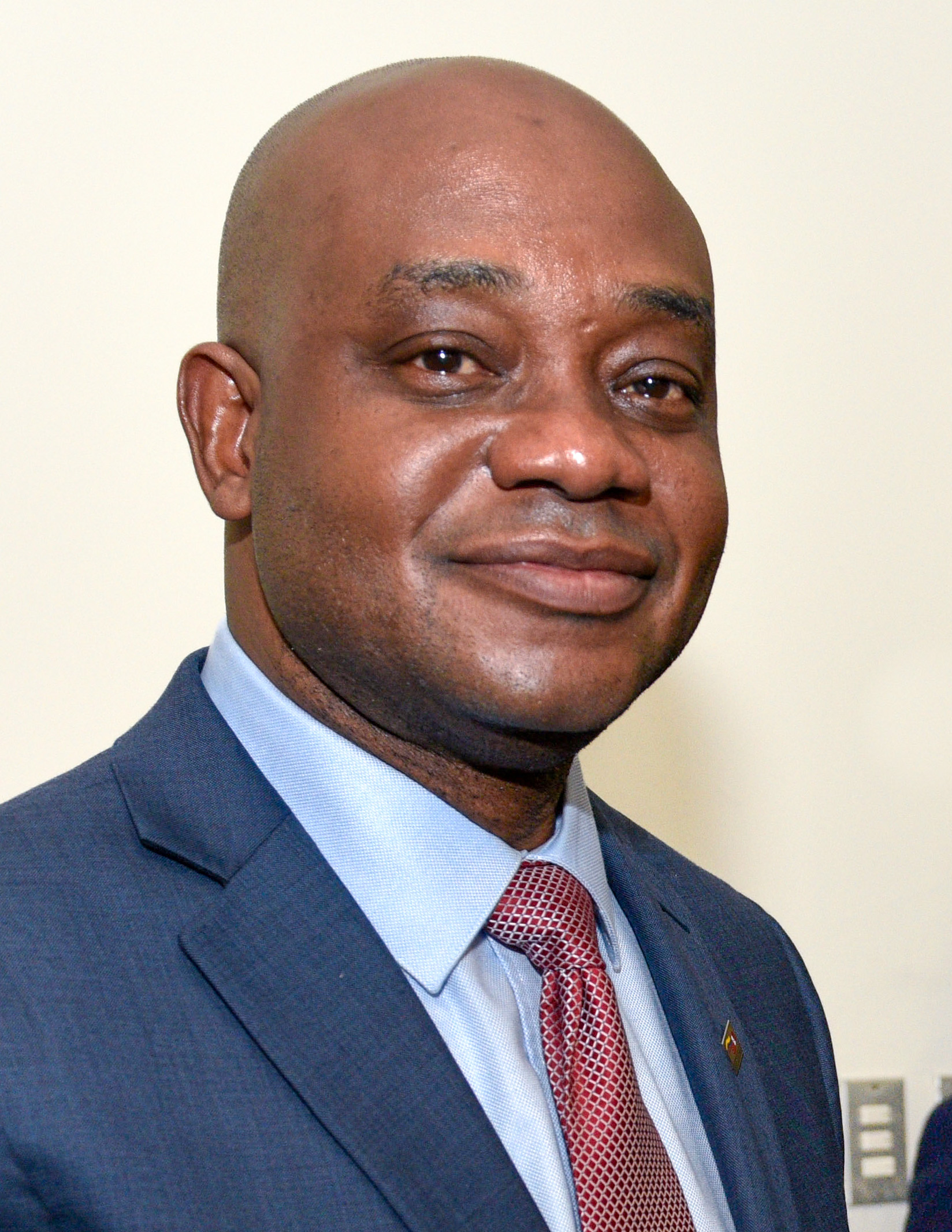
Luis Gilberto Murillo
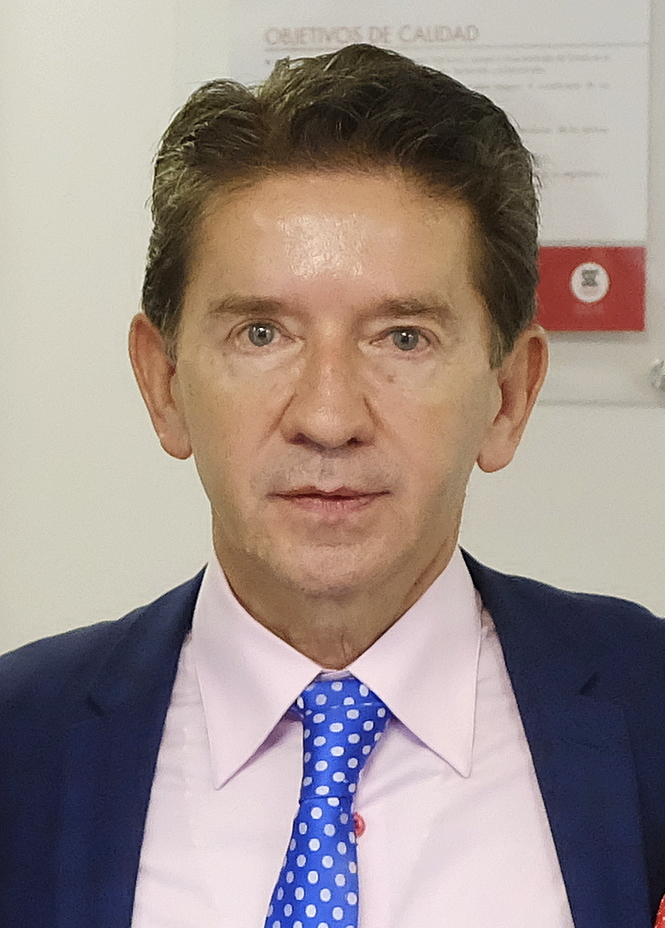
Luis Pérez
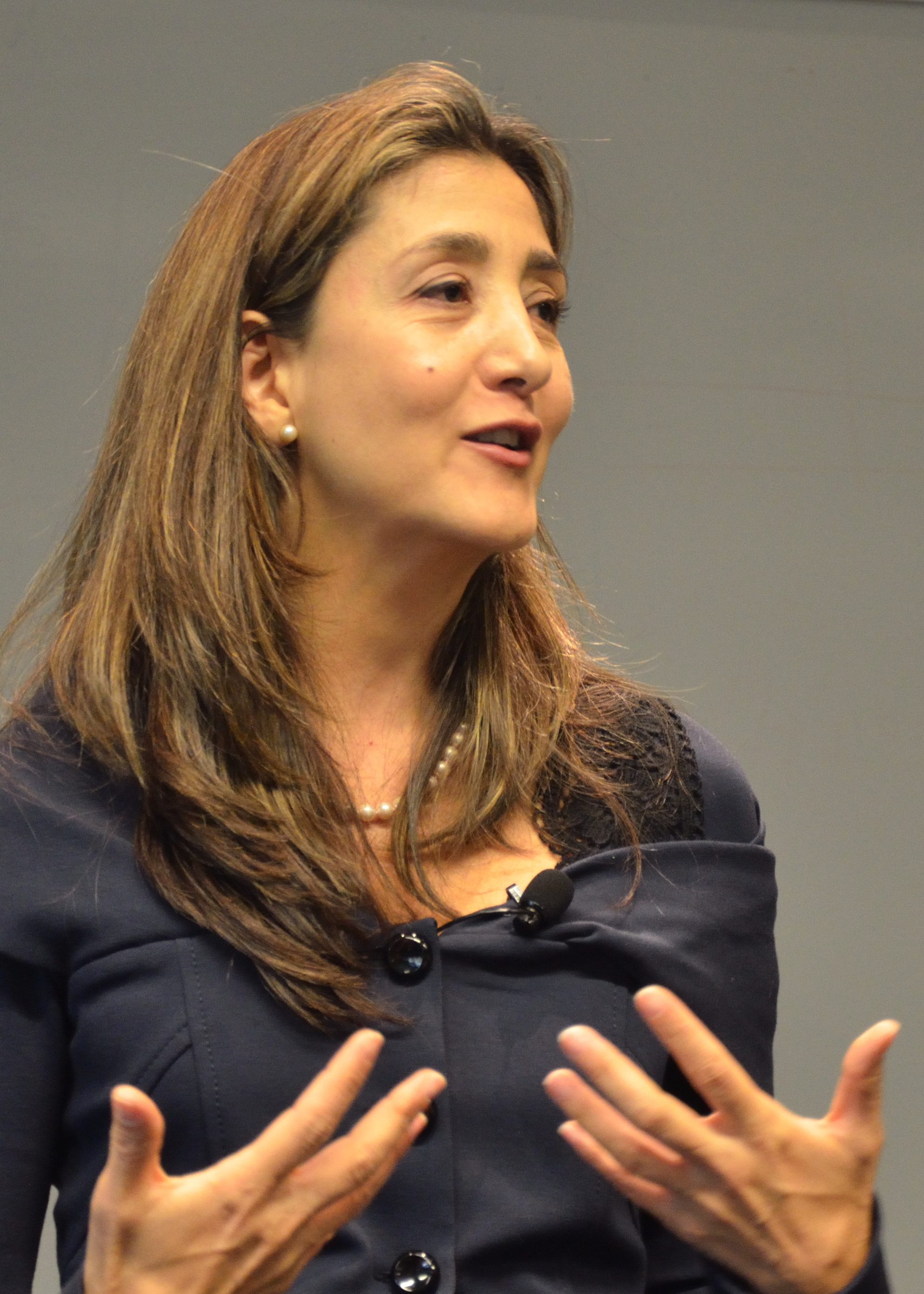
Ingrid Betancourt

### Apoyos políticos
Se relacionan las campañas, con los apoyos políticos y/o electorales de los partidos y movimientos políticos con personería jurídica, o grupos significativos de ciudadanos (G.S.C.) activos en 2022. Se tienen en cuenta las posiciones oficiales, no las disidencias.

#### Primera vuelta

Fórmula más votada por municipio:
Gustavo Petro - Francia Márquez
Rodolfo Hernández - Marelen Castillo
Federico Gutiérrez - Rodrigo Lara Sánchez

| Campaña                            | Partido y/o G.S.C. | Candidato presidencial (partido o G.S.C.) | Candidato vicepresidencial |
| ---------------------------------- | --- | ----------------------------------------- | -------------------------- |
| Liga de Gobernantes Anticorrupción | Partido Verde Oxígeno Liga de Gobernantes Anticorrupción | Rodolfo Hernández (LIGA)                  | Marelen Castillo           |
| John Milton presidente va          | Colombia Justa Libres | John Milton Rodríguez (CJL)               | Sandra de las Lajas Torres |
| Equipo por Colombia                | Partido Político MIRA G.S.C. Creemos Colombia G.S.C. País de Oportunidades G.S.C. Pa'Lante con Echeverry Partido de la Unión por la Gente Partido Conservador Colombiano | Federico Gutiérrez (MCC)                  | Rodrigo Lara Sánchez       |
| Centro Esperanza                   | Partido Dignidad G.S.C. ¡En Marcha! Partido Nuevo Liberalismo G.S.C. Colombia Tiene Futuro G.S.C. Somos Verde Esperanza Movimiento Compromiso Ciudadano Partido Alianza Social Independiente | Sergio Fajardo (ASI)                      | Luis Gilberto Murillo      |
| Salvemos a Colombia                | Movimiento de Salvación Nacional | Enrique Gómez (MSN)                       | Carlos Cuartas             |
| Pacto Histórico                    | MODEP Unión Patriótica Partido Comunes Poder Ciudadano Fuerza Ciudadana Colombia Humana Partido del Trabajo Ciudadanías Libres Unidad Democrática Todos Somos Colombia Congreso de los Pueblos Movimiento Gente Nueva Movimiento Estamos Listas Alianza Democrática Amplia Polo Democrático Alternativo Partido Comunista Colombiano Movimiento por el Agua y la Vida Movimiento Gente en Movimiento Autoridades Indígenas de Colombia Partido Socialista de los Trabajadores Movimiento de Integración Democrática Movimiento Alternativo Indígena y Social Movimiento por la Constituyente Popular Colombia Renaciente | Gustavo Petro (CH) - (UP)                 | Francia Márquez            |

#### Segunda vuelta

Fórmula más votada por municipio:
Gustavo Petro - Francia Márquez
Rodolfo Hernández - Marelen Castillo

El mismo día de elecciones, tras conocerse los resultados, Federico Gutiérrez anunció que su voto y el de Rodrigo Lara serían por Rodolfo Hernández y Marelen Castillo, y le pidió a sus electores hacer lo propio. Sergio Fajardo tuvo acercamientos con Rodolfo Hernández. La Alianza Social Independiente, Colombia Tiene Futuro y el partido Colombia Renaciente se unieron a Gustavo Petro. Pa'Lante con Echeverry, Somos Verde Esperanza, y el Movimiento de Salvación Nacional anunciaron su voto por Rodolfo Hernández, lo mismo que el Nuevo Liberalismo.
Se está a la espera del pronunciamiento del partido MIRA, la oficialidad del partido Liberal Colombiano, y Partido Conservador Colombiano.
La coalición Centro Esperanza, el partido Alianza Verde, el partido de la Unión por la Gente, Colombia Justa Libres, y el partido Dignidad, anuncian que dejan en libertad a su militancia.
| Campaña                            | Partido y/o G.S.C. | Candidato presidencial (partido o G.S.C.) | Candidato vicepresidencial |
| ---------------------------------- | --- | ----------------------------------------- | -------------------------- |
| Liga de Gobernantes Anticorrupción | Partido Centro Democrático Partido Conservador Colombiano Partido Verde Oxígeno Partido Nuevo Liberalismo G.S.C. Creemos Colombia G.S.C. Pa'Lante con Echeverry G.S.C Somos Verde Esperanza G.S.C. País de Oportunidades Movimiento de Salvación Nacional Liga de Gobernantes Anticorrupción Colombia Justa Libres Partido Cambio Radical Partido de la Unión por la Gente Partido Liberal Colombiano | Rodolfo Hernández (LIGA)                  | Marelen Castillo           |
| Pacto Histórico                    | MODEP Unión Patriótica Partido Comunes Poder Ciudadano Fuerza Ciudadana Colombia Humana Partido del Trabajo Ciudadanías Libres G.S.C. ¡En Marcha! Unidad Democrática Todos Somos Colombia Congreso de los Pueblos Movimiento Gente Nueva Movimiento Estamos Listas Alianza Democrática Amplia Polo Democrático Alternativo Alianza Social Independiente Partido Colombia Renaciente G.S.C Colombia Tiene Futuro Partido Comunista Colombiano Movimiento por el Agua y la Vida Movimiento Gente en Movimiento Autoridades Indígenas de Colombia Partido Socialista de los Trabajadores Movimiento de Integración Democrática Movimiento Alternativo Indígena y Social Movimiento por la Constituyente Popular Dignidad Partido Alianza Verde | Gustavo Petro (CH) - (UP)                 | Francia Márquez            |
| Deja en libertad a su militancia   | Partido Político MIRA |                                           |                            |
| No definido                        | Movimiento Compromiso Ciudadano |                                           |                            |

## Debates
A continuación, una tabla que contiene debates realizados durante la campaña presidencial.
| Medio de comunicación y fecha                                                                        | Lugar       | Moderador/es                                        | P Presente A Ausente o no invitado | P Presente A Ausente o no invitado | P Presente A Ausente o no invitado | P Presente A Ausente o no invitado | P Presente A Ausente o no invitado | P Presente A Ausente o no invitado | P Presente A Ausente o no invitado | P Presente A Ausente o no invitado |
| Medio de comunicación y fecha                                                                        | Lugar       | Moderador/es                                        | Betancourt                         | Fajardo                            | Gómez                              | Gutiérrez                          | Hernández                          | Pérez                              | Petro                              | Rodríguez                          |
| --- | ----------- | --------------------------------------------------- | ---------------------------------- | ---------------------------------- | ---------------------------------- | ---------------------------------- | ---------------------------------- | ---------------------------------- | ---------------------------------- | ---------------------------------- |
| Medio de comunicación y fecha                                                                        | Lugar       | Moderador/es                                        |                                    |                                    |                                    |                                    |                                    |                                    |                                    |                                    |
| El Tiempo - Semana 14 de marzo de 2022                                                               | Bogotá      | Andrés Mompotes Vicky Dávila                        | P                                  | A                                  | A                                  | P                                  | A                                  | A                                  | P                                  | A                                  |
| Red+ Noticias - El Colombiano - Vanguardia - El Heraldo - El País - El Universal 17 de marzo de 2022 | Medellín    | Luz María Sierra Giovanni Celis                     | P                                  | P                                  | A                                  | P                                  | A                                  | A                                  | A                                  | A                                  |
| RCN Televisión - NTN 24 - La República - RCN Radio - La FM 21 de marzo de 2022                       | Bogotá      | José Manuel Acevedo Claudia Gurisatti               | P                                  | P                                  | P                                  | P                                  | A                                  | A                                  | A                                  | A                                  |
| FESCOL - Cifras & Conceptos 22 de marzo de 2022                                                      | Bogotá      | María Fernanda Valdés                               | P                                  | A                                  | P                                  | A                                  | A                                  | A                                  | A                                  | P                                  |
| Universidad Externado 29 de marzo de 2022                                                            | Bogotá      | Karina Guerreroa Darío Fernando Patiño              | P                                  | A                                  | P                                  | A                                  | A                                  | P                                  | P                                  | P                                  |
| Pontificia Universidad Javeriana - La Silla Vacía 31 de marzo de 2022                                | Bogotá      | Sebastián Líppez Juanita León                       | P                                  | P                                  | A                                  | A                                  | A                                  | A                                  | A                                  | A                                  |
| Canal Capital - Región Administrativa y de Planeación Especial 7 de abril de 2022                    | Bogotá      | Darío Restrepo Lina Pulido                          | P                                  | P                                  | P                                  | A                                  | A                                  | P                                  | A                                  | P                                  |
| Feria del Libro - El Espectador - Canal Capital - Blu Radio 20 de abril de 2022                      | Bogotá      | Élber Gutiérrez Claudia Morales                     | P                                  | A                                  | P                                  | P                                  | P                                  | P                                  | A                                  | P                                  |
| Asofondos - RCN Televisión 22 de abril de 2022                                                       | Cartagena   | José Manuel Acevedo                                 | P                                  | P                                  | P                                  | P                                  | P                                  | A                                  | A                                  | P                                  |
| Telepacífico - Blu Radio - RCN Radio 24 de abril de 2022                                             | Cali        | Luz A. Rodríguez Rubén Dario                        | P                                  | P                                  | P                                  | P                                  | A                                  | P                                  | A                                  | P                                  |
| Universidad Pedagógica Nacional 25 de abril de 2022                                                  | Bogotá      | Christian Robayo                                    | P                                  | A                                  | A                                  | A                                  | A                                  | A                                  | A                                  | P                                  |
| Caracol Radio 26 de abril de 2022                                                                    | Bogotá      | Diana Calderón                                      | P                                  | P                                  | A                                  | P                                  | P                                  | A                                  | A                                  | A                                  |
| Universidad de los Andes - El Tiempo - Caracol Radio 29 de abril de 2022                             | Bogotá      | Alejandro Santos Anna Michelle McGrath              | P                                  | P                                  | P                                  | P                                  | P                                  | A                                  | A                                  | P                                  |
| Opinión Caribe - El Callejero - Radio Magdalena 30 de abril de 2022                                  | Santa Marta | Daniela Escruceria                                  | A                                  | P                                  | P                                  | A                                  | A                                  | P                                  | A                                  | A                                  |
| Universidad EAFIT - El Espectador 3 de mayo de 2022                                                  | Medellín    | Cindy Morales Hugo García                           | P                                  | P                                  | P                                  | A                                  | P                                  | P                                  | A                                  | P                                  |
| Universidad del Rosario 5 de mayo de 2022                                                            | Bogotá      | Juan Emilio Nieto María Andrea Roble                | P                                  | A                                  | P                                  | A                                  | A                                  | A                                  | A                                  | A                                  |
| Noticias Caracol 8 de mayo de 2022                                                                   | Bogotá      | Juan Roberto Vargas                                 | A                                  | P                                  | A                                  | P                                  | P                                  | A                                  | A                                  | A                                  |
| Caracol Radio - W Radio - Canal 1 - Noticentro 1 CM& - ANI 10 de mayo de 2022                        | Medellín    | Claudia Palacios Alejandro Santos                   | A                                  | P                                  | A                                  | P                                  | P                                  | A                                  | A                                  | A                                  |
| El Tiempo - Semana - CityTV 23 de mayo de 2022                                                       | Bogotá      | Andrés Mompotes Vicky Dávila                        | A                                  | P                                  | A                                  | P                                  | A                                  | A                                  | P                                  | A                                  |
| Prisa Media - Caracol Radio - W Radio - Tropicana 26 de mayo de 2022                                 | Bogotá      | Roberto Pombo                                       | A                                  | P                                  | A                                  | P                                  | A                                  | A                                  | P                                  | A                                  |
| Noticias Caracol - El Espectador - Blu Radio 27 de mayo de 2022                                      | Bogotá      | Néstor Morales María Villamizar Juan Roberto Vargas | A                                  | P                                  | A                                  | P                                  | A                                  | A                                  | P                                  | A                                  |

## Encuestas

### Segunda vuelta
Las encuestas revelan divisiones generacionales y profesionales. Cuanto más jóvenes son los colombianos, más probabilidades tienen de votar por Petro, y cuanto más mayores son, más probabilidades tienen de votar por Hernández. La mayoría de los trabajadores de los sectores público y privado, los desempleados y los estudiantes votarían a Petro, mientras que la mayoría de los autónomos, las amas de casa y los pensionistas votarían a Hernández. Por último, cuanto más ricos son los colombianos, más probabilidades tienen de votar a Hernández, mientras que los más pobres tienen más probabilidades de votar a Petro.

## Resultados

### Primera vuelta
|  | 40.34 % |

|  | 28.17 % |

|  | 23.94 % |

|  | 4.18 % |

|  | 1.28 % |

|  | 0.23 % |

|  | 0.07 % |

|  | 0.05 % |

|  | 1.73 % |

|  | 54.98 % |

     Candidatura retirada pero presente en el tarjetón, por lo que sus votos son contados.

#### Por departamento
| Departamento          | Petro     | Petro   | Hernández | Hernández | Gutiérrez | Gutiérrez | Fajardo | Fajardo | Rodríguez    | Rodríguez    | Gómez   | Gómez   | Betancourt | Betancourt | Pérez    | Pérez    | En Blanco | En Blanco | Nulos  | No marcados | Total     | Total  |       |   |       |       |       |   |
| Departamento          | Márquez   | Márquez | Castillo  | Castillo  | Lara      | Lara      | Murillo | Murillo | De las Lajas | De las Lajas | Cuartas | Cuartas | Esparza    | Esparza    | Mosquera | Mosquera | En Blanco | En Blanco | Nulos  | No marcados | Total     | Total  |       |   |       |       |       |   |
| Departamento          | Votos     | %       | Votos     | %         | Votos     | %         | Votos   | %       | Votos        | %            | Votos   | %       | Votos      | %          | Votos    | %        | En Blanco | En Blanco | Nulos  | No marcados | Total     | Total  | Votos | % | Votos | Votos | Votos | % |
| --------------------- | --------- | ------- | --------- | --------- | --------- | --------- | ------- | ------- | ------------ | ------------ | ------- | ------- | ---------- | ---------- | -------- | -------- | --------- | --------- | ------ | ----------- | --------- | ------ | ----- | - | ----- | ----- | ----- | - |
| Departamento          | Amazonas  | 10 117  | 46,00     | 4 487     | 20,40     | 5 734     | 26,07   | 749     | 3,40         | 216          | 0,98    | 232     | 1,05       | 43         | 0,19     | 22       | 0,10      | 391       | 1,77   | 218         | 81        | 22 290 | 43,21 |   |       |       |       |   |
| Antioquia             | 682 282   | 24,03   | 521 390   | 18,36     | 1 385 565 | 48,80     | 154 470 | 5,44    | 23 970       | 0,84         | 7 553   | 0,26    | 1 825      | 0,06       | 2 966    | 0,10     | 58 875    | 2,07      | 34 865 | 4 517       | 2 878 278 | 56,27  |       |   |       |       |       |   |
| Arauca                | 23 043    | 23,85   | 56 079    | 58,06     | 12 651    | 13,09     | 1 677   | 1,73    | 1 159        | 1,20         | 221     | 0,22    | 69         | 0,07       | 49       | 0,05     | 1 630     | 1,68      | 1 198  | 232         | 98 008    | 46,56  |       |   |       |       |       |   |
| Atlántico             | 479 049   | 54,75   | 113 489   | 12,97     | 233 614   | 26,70     | 23 382  | 2,67    | 9 469        | 1,08         | 2 092   | 0,23    | 513        | 0,05       | 334      | 0,03     | 12 975    | 1,48      | 5 118  | 835         | 880 870   | 43,69  |       |   |       |       |       |   |
| Bogotá                | 1 769 671 | 47,05   | 833 016   | 22,15     | 723 538   | 19,24     | 299 266 | 7,95    | 47 055       | 1,25         | 9 925   | 0,26    | 2 487      | 0,06       | 2 404    | 0,06     | 73 132    | 1,94      | 34 047 | 1 736       | 3 796 277 | 63,95  |       |   |       |       |       |   |
| Bolívar               | 359 593   | 49,95   | 109 395   | 15,19     | 204 057   | 28,34     | 18 437  | 2,56    | 13 576       | 1,88         | 1 520   | 0,21    | 449        | 0,06       | 330      | 0,04     | 12 514    | 1,73      | 5 118  | 1 371       | 726 360   | 42,92  |       |   |       |       |       |   |
| Boyacá                | 194 972   | 31,35   | 321 045   | 51,62     | 66 926    | 10,76     | 23 207  | 3,73    | 5 118        | 0,82         | 1 892   | 0,30    | 427        | 0,06       | 260      | 0,04     | 8 045     | 1,29      | 6 058  | 803         | 628 753   | 63,09  |       |   |       |       |       |   |
| Caldas                | 131 908   | 28,51   | 147 287   | 31,83     | 136 910   | 29,59     | 29 682  | 6,41    | 4 070        | 0,87         | 1 341   | 0,28    | 613        | 0,13       | 412      | 0,08     | 10 416    | 2,25      | 10 768 | 1 328       | 474 735   | 58,52  |       |   |       |       |       |   |
| Caquetá               | 47 959    | 33,83   | 65 399    | 46,13     | 19 807    | 13,97     | 2 757   | 1,94    | 2 202        | 1,55         | 357     | 0,25    | 170        | 0,11       | 56       | 0,03     | 3 047     | 2,14      | 1 825  | 415         | 143 994   | 46,55  |       |   |       |       |       |   |
| Casanare              | 42 674    | 21,76   | 125 689   | 64,10     | 19 498    | 9,94      | 3 035   | 1,54    | 2 415        | 1,23         | 301     | 0,15    | 93         | 0,04       | 68       | 0,03     | 2 282     | 1,16      | 1 992  | 227         | 198 274   | 65,02  |       |   |       |       |       |   |
| Cauca                 | 388 206   | 69,86   | 56 703    | 10,20     | 73 860    | 13,29     | 13 759  | 2,47    | 10 109       | 1,81         | 1 440   | 0,25    | 579        | 0,10       | 327      | 0,05     | 10 681    | 1,92      | 11 434 | 1 915       | 569 013   | 55,59  |       |   |       |       |       |   |
| Cesar                 | 190 420   | 44,00   | 140 124   | 32,38     | 80 791    | 18,66     | 6 540   | 1,51    | 7 928        | 1,83         | 876     | 0,20    | 264        | 0,06       | 231      | 0,05     | 5 570     | 1,28      | 4 892  | 554         | 438 190   | 50,35  |       |   |       |       |       |   |
| Chocó                 | 96 638    | 72,44   | 9 805     | 7,34      | 18 871    | 14,14     | 3 733   | 2,79    | 1 185        | 0,88         | 579     | 0,43    | 176        | 0,13       | 127      | 0,09     | 2 290     | 1,71      | 3 225  | 1 099       | 137 728   | 41,34  |       |   |       |       |       |   |
| Consulados            | 95 850    | 31,60   | 42 118    | 13,88     | 136 511   | 45,01     | 23 323  | 7,69    | 1 689        | 0,55         | 754     | 0,24    | 273        | 0,09       | 118      | 0,03     | 2 628     | 0,86      | 518    | 48          | 303 830   | 31,23  |       |   |       |       |       |   |
| Córdoba               | 318 645   | 51,91   | 95 201    | 15,51     | 172 686   | 28,13     | 9 896   | 1,61    | 7 429        | 1,21         | 1 109   | 0,18    | 245        | 0,03       | 202      | 0,03     | 8 356     | 1,36      | 4 827  | 1 038       | 619 634   | 46,94  |       |   |       |       |       |   |
| Cundinamarca          | 472 538   | 34,20   | 615 953   | 44,58     | 194 820   | 14,10     | 53 517  | 3,87    | 15 588       | 1,12         | 3 163   | 0,22    | 1 041      | 0,07       | 768      | 0,05     | 24 159    | 1,74      | 18 764 | 1 305       | 1 401 616 | 65,95  |       |   |       |       |       |   |
| Guainía               | 4 966     | 47,22   | 2 892     | 27,50     | 1 773     | 16,86     | 527     | 5,01    | 107          | 1,01         | 39      | 0,37    | 25         | 0,23       | 7        | 0,06     | 179       | 1,70      | 93     | 17          | 10 625    | 33,01  |       |   |       |       |       |   |
| Guaviare              | 11 198    | 36,59   | 14 534    | 47,49     | 2 953     | 9,65      | 575     | 1,87    | 519          | 1,69         | 57      | 0,18    | 20         | 0,06       | 19       | 0,06     | 725       | 2,36      | 499    | 164         | 31 263    | 48,46  |       |   |       |       |       |   |
| Huila                 | 162 609   | 32,50   | 223 473   | 44,67     | 88 155    | 17,62     | 9 898   | 1,97    | 7 246        | 1,44         | 945     | 0,18    | 266        | 0,05       | 164      | 0,03     | 7 465     | 1,49      | 5 416  | 614         | 506 251   | 57,33  |       |   |       |       |       |   |
| La Guajira            | 113 489   | 54,71   | 37 587    | 18,12     | 45 779    | 22,06     | 3 379   | 1,62    | 2 812        | 1,35         | 675     | 0,32    | 219        | 0,10       | 95       | 0,04     | 3 394     | 1,63      | 2 285  | 524         | 210 238   | 32,56  |       |   |       |       |       |   |
| Magdalena             | 226 501   | 49,45   | 78 368    | 17,11     | 128 355   | 28,02     | 9 007   | 1,96    | 7 324        | 1,59         | 972     | 0,21    | 300        | 0,06       | 197      | 0,04     | 6 998     | 1,52      | 4 242  | 705         | 462 969   | 45,18  |       |   |       |       |       |   |
| Meta                  | 135 500   | 27,95   | 253 918   | 52,37     | 69 511    | 14,33     | 10 295  | 2,12    | 7 277        | 1,50         | 961     | 0,19    | 262        | 0,05       | 184      | 0,03     | 6 861     | 1,41      | 6 137  | 477         | 491 383   | 62,38  |       |   |       |       |       |   |
| Nariño                | 433 636   | 70,17   | 66 437    | 10,75     | 83 141    | 13,45     | 14 925  | 2,41    | 5 042        | 0,81         | 1 776   | 0,28    | 688        | 0,11       | 299      | 0,04     | 11 949    | 1,93      | 9 431  | 1 527       | 628 851   | 53,38  |       |   |       |       |       |   |
| Norte de Santander    | 107 617   | 15,83   | 367 724   | 54,11     | 169 066   | 24,87     | 16 088  | 2,36    | 10 144       | 1,49         | 1 160   | 0,17    | 339        | 0,04       | 194      | 0,02     | 7 238     | 1,06      | 5 421  | 930         | 685 921   | 52,90  |       |   |       |       |       |   |
| Putumayo              | 86 542    | 70,95   | 17 483    | 14,33     | 11 855    | 9,71      | 2 016   | 1,65    | 1 440        | 1,18         | 216     | 0,17    | 116        | 0,09       | 63       | 0,05     | 2 242     | 1,83      | 1 733  | 284         | 123 990   | 51,00  |       |   |       |       |       |   |
| Quindío               | 84 365    | 31,07   | 80 780    | 29,75     | 82 165    | 30,26     | 13 819  | 5,08    | 2 899        | 1,06         | 599     | 0,22    | 247        | 0,09       | 151      | 0,05     | 6 480     | 2,38      | 5 036  | 492         | 277 033   | 56,52  |       |   |       |       |       |   |
| Risaralda             | 164 204   | 35,42   | 147 122   | 31,73     | 112 665   | 24,30     | 22 624  | 4,88    | 5 036        | 1,08         | 1 017   | 0,21    | 506        | 0,10       | 374      | 0,08     | 9 975     | 2,15      | 8 775  | 1 043       | 473 341   | 56,40  |       |   |       |       |       |   |
| San Andrés            | 5 996     | 40,31   | 2 660     | 17,88     | 4 544     | 30,54     | 576     | 3,87    | 521          | 3,50         | 20      | 0,13    | 13         | 0,08       | 18       | 0,12     | 526       | 3,53      | 81     | 19          | 14 974    | 29,02  |       |   |       |       |       |   |
| Santander             | 244 179   | 20,90   | 782 378   | 66,96     | 104 955   | 8,98      | 14 063  | 1,20    | 11 935       | 1,02         | 1 696   | 0,14    | 328        | 0,02       | 271      | 0,02     | 8 513     | 0,72      | 5 747  | 777         | 1 174 842 | 66,14  |       |   |       |       |       |   |
| Sucre                 | 198 095   | 54,52   | 40 093    | 11,03     | 103 850   | 28,58     | 5 985   | 1,64    | 9 546        | 2,62         | 807     | 0,22    | 221        | 0,06       | 110      | 0,03     | 4 572     | 1,25      | 3 020  | 635         | 366 934   | 50,23  |       |   |       |       |       |   |
| Tolima                | 191 000   | 30,93   | 242 949   | 39,34     | 144 982   | 23,47     | 18 466  | 2,99    | 7 989        | 1,29         | 1 502   | 0,24    | 452        | 0,07       | 274      | 0,04     | 9 888     | 1,60      | 8 782  | 1 010       | 627 294   | 55,99  |       |   |       |       |       |   |
| Valle del Cauca       | 1 043 911 | 53,34   | 329 898   | 16,85     | 414 439   | 21,17     | 78 108  | 3,99    | 40 934       | 2,09         | 4 631   | 0,23    | 1 542      | 0,07       | 1 237    | 0,06     | 42 246    | 2,15      | 30 858 | 2 923       | 1 990 727 | 54,16  |       |   |       |       |       |   |
| Vaupés                | 4 741     | 67,59   | 1 063     | 15,15     | 763       | 10,87     | 253     | 3,60    | 29           | 0,41         | 30      | 0,42    | 26         | 0,37       | 6        | 0,08     | 103       | 1,46      | 32     | 12          | 7 058     | 30,10  |       |   |       |       |       |   |
| Vichada               | 5 654     | 33,54   | 6 670     | 39,57     | 3 220     | 19,10     | 551     | 3,26    | 272          | 1,61         | 81      | 0,48    | 41         | 0,24       | 88       | 0,52     | 278       | 1,64      | 174    | 58          | 17 087    | 32,28  |       |   |       |       |       |   |
| Fuente: Registraduría |           |         |           |           |           |           |         |         |              |              |         |         |            |            |          |          |           |           |        |             |           |        |       |   |       |       |       |   |

### Segunda vuelta
|  | 50.44 % |

|  | 47.31 % |

|  | 2.24 % |

|  | 58.17 % |

#### Por departamento
| Departamento          | Petro     | Petro   | Hernández | Hernández | En Blanco | En Blanco | Nulos  | No marcados | Total     | Total  |       |   |       |       |       |   |
| Departamento          | Márquez   | Márquez | Castillo  | Castillo  | En Blanco | En Blanco | Nulos  | No marcados | Total     | Total  |       |   |       |       |       |   |
| Departamento          | Votos     | %       | Votos     | %         | En Blanco | En Blanco | Nulos  | No marcados | Total     | Total  | Votos | % | Votos | Votos | Votos | % |
| --------------------- | --------- | ------- | --------- | --------- | --------- | --------- | ------ | ----------- | --------- | ------ | ----- | - | ----- | ----- | ----- | - |
| Departamento          | Amazonas  | 12 883  | 54,61     | 10 250    | 43,45     | 456       | 1,93   | 214         | 48        | 23 851 | 46,24 |   |       |       |       |   |
| Antioquia             | 942 005   | 33,04   | 1 822 700 | 63,93     | 86 367    | 3,02      | 42 431 | 4 246       | 2 897 749 | 56,65  |       |   |       |       |       |   |
| Arauca                | 32 082    | 30,96   | 69 473    | 67,06     | 2 041     | 1,97      | 1 138  | 132         | 104 866   | 49,82  |       |   |       |       |       |   |
| Atlántico             | 672 832   | 67,06   | 314 551   | 31,35     | 15 915    | 1,58      | 5 362  | 764         | 1 009 424 | 50,06  |       |   |       |       |       |   |
| Bogotá                | 2 253 997 | 58,59   | 1 480 198 | 38,48     | 112 293   | 2,91      | 39 436 | 1 421       | 3 887 345 | 65,49  |       |   |       |       |       |   |
| Bolívar               | 493 041   | 60,88   | 301 952   | 37,28     | 14 758    | 1,82      | 4 749  | 1 121       | 815 621   | 48,20  |       |   |       |       |       |   |
| Boyacá                | 264 270   | 40,29   | 378 899   | 57,76     | 12 718    | 1,93      | 7 934  | 635         | 664 456   | 66,68  |       |   |       |       |       |   |
| Caldas                | 187 346   | 39,81   | 267 988   | 59,64     | 15 170    | 3,22      | 12 135 | 1 156       | 483 795   | 59,64  |       |   |       |       |       |   |
| Caquetá               | 72 816    | 43,78   | 88 922    | 53,46     | 4 578     | 2,75      | 2 266  | 329         | 168 911   | 54,60  |       |   |       |       |       |   |
| Casanare              | 57 331    | 28,01   | 143 796   | 70,26     | 3 534     | 1,72      | 2 542  | 213         | 207 416   | 68,02  |       |   |       |       |       |   |
| Cauca                 | 515 074   | 79,02   | 122 693   | 18,82     | 13 994    | 2,14      | 12 755 | 1 550       | 666 066   | 65,07  |       |   |       |       |       |   |
| Cesar                 | 250 499   | 53,00   | 215 080   | 45,51     | 7 011     | 1,48      | 5 304  | 372         | 478 266   | 54,95  |       |   |       |       |       |   |
| Chocó                 | 127 846   | 81,94   | 25 736    | 16,49     | 2 440     | 1,56      | 2 711  | 627         | 159 360   | 47,83  |       |   |       |       |       |   |
| Consulados            | 114 610   | 37,52   | 185 557   | 60,75     | 5 209     | 1,72      | 578    | 47          | 306 061   | 31,46  |       |   |       |       |       |   |
| Córdoba               | 437 016   | 61,08   | 266 999   | 37,31     | 11 422    | 1,59      | 5 750  | 850         | 722 037   | 54,70  |       |   |       |       |       |   |
| Cundinamarca          | 624 965   | 44,16   | 756 454   | 53,45     | 33 608    | 2,37      | 22 400 | 959         | 1 438 386 | 67,68  |       |   |       |       |       |   |
| Guainía               | 6 536     | 52,51   | 5 716     | 45,92     | 195       | 1,56      | 100    | 24          | 12 571    | 39,06  |       |   |       |       |       |   |
| Guaviare              | 14 708    | 44,15   | 17 601    | 52,84     | 1 000     | 3,00      | 588    | 197         | 34 094    | 52,85  |       |   |       |       |       |   |
| Huila                 | 216 533   | 40,65   | 305 799   | 57,41     | 10 318    | 1,93      | 6 674  | 489         | 589 813   | 61,13  |       |   |       |       |       |   |
| La Guajira            | 162 849   | 64,56   | 85 101    | 33,73     | 4 284     | 1,69      | 3 027  | 313         | 255 574   | 39,58  |       |   |       |       |       |   |
| Magdalena             | 302 439   | 60,22   | 191 500   | 38,13     | 8 262     | 1,64      | 4 401  | 386         | 506 988   | 49,47  |       |   |       |       |       |   |
| Meta                  | 180 923   | 36,34   | 307 137   | 61,69     | 9 770     | 1,96      | 7 300  | 420         | 505 550   | 64,18  |       |   |       |       |       |   |
| Nariño                | 592 170   | 80,91   | 126 198   | 17,24     | 13 490    | 1,84      | 10 035 | 1 120       | 743 013   | 63,07  |       |   |       |       |       |   |
| Norte de Santander    | 149 413   | 20,86   | 557 406   | 77,84     | 9 223     | 1,28      | 5 264  | 599         | 721 905   | 55,68  |       |   |       |       |       |   |
| Putumayo              | 110 118   | 79,67   | 25 549    | 18,48     | 2 534     | 1,83      | 1 692  | 211         | 140 104   | 57,63  |       |   |       |       |       |   |
| Quindío               | 113 537   | 41,50   | 151 653   | 55,44     | 8 341     | 3,04      | 5 803  | 387         | 279 721   | 57,07  |       |   |       |       |       |   |
| Risaralda             | 216 227   | 46,16   | 238 963   | 51,01     | 13 188    | 2,81      | 9 716  | 908         | 479 002   | 57,07  |       |   |       |       |       |   |
| San Andrés            | 8 545     | 51,31   | 7 449     | 44,73     | 659       | 3,95      | 102    | 16          | 16 771    | 32,51  |       |   |       |       |       |   |
| Santander             | 310 240   | 25,97   | 871 291   | 72,95     | 12 802    | 1,07      | 6 681  | 592         | 1 201 606 | 67,65  |       |   |       |       |       |   |
| Sucre                 | 262 135   | 64,07   | 140 507   | 34,34     | 6 485     | 1,58      | 3 422  | 545         | 413 094   | 56,56  |       |   |       |       |       |   |
| Tolima                | 251 710   | 38,53   | 388 640   | 59,49     | 12 832    | 1,96      | 9 674  | 806         | 663 662   | 59,24  |       |   |       |       |       |   |
| Valle del Cauca       | 1 310 236 | 63,85   | 695 059   | 33,87     | 46 605    | 2,27      | 29 278 | 2 080       | 2 083 258 | 56,68  |       |   |       |       |       |   |
| Vaupés                | 6 647     | 74,03   | 2 148     | 24,66     | 113       | 1,29      | 42     | 12          | 8 762     | 37,37  |       |   |       |       |       |   |
| Vichada               | 7 634     | 39,36   | 11 447    | 59,02     | 312       | 1,60      | 163    | 40          | 19 596    | 37,03  |       |   |       |       |       |   |
| Fuente: Registraduría |           |         |           |           |           |           |        |             |           |        |       |   |       |       |       |   |

## Reacciones

### Internacionales
- Argentina: El presidente Alberto Fernández declaró en su cuenta de Twitter: "Me llena de alegría el triunfo obtenido por Gustavo Petro y Francia Márquez con el que culmina el proceso electoral en Colombia. Acabo de transmitirle al presidente electo mis felicitaciones por la confianza que el pueblo colombiano ha depositado en él".[91]
- Bolivia: El presidente de Bolivia, Luis Arce, expreso sus felicitaciones a través de su cuenta de Twitter: «¡Enhorabuena por el pueblo colombiano! Nuestras felicitaciones al hermano Gustavo Petro y a la hermana Francia Marquez por su victoria hoy en las urnas. La integración latinoamericana se fortalece. Nos unimos a la fiesta de las y los colombianos.»[92]
- Brasil: La Cancillería de Brasil emitió un comunicado de congratulación al presidente electo Gustavo Petro: «Al desear al presidente electo éxito en el desempeño de sus funciones, el Gobierno brasileño reafirma su compromiso con la continuidad y la profundización de las relaciones bilaterales con Colombia, con vistas al bienestar, la prosperidad, la democracia y la libertad de nuestros pueblos».[93]
- Canadá: El primer ministro de Canadá, Justin Trudeau, felicitó al presidente electo Gustavo Petro y a la vicepresidenta electa Francia Márquez en un mensaje de Twitter: «Felicidades a Gustavo Petro, presidente electo de Colombia, así como a Francia Márquez, vicepresidenta electa y primera afrocolombiana en ocupar este cargo. Espero trabajar con ustedes en nuestras prioridades, como la democracia, la igualdad de género y el clima».[94]
- Chile: El presidente de Chile, Gabriel Boric, felicitó al presidente electo Gustavo Petro a través de su cuenta de Twitter señalando: «Acabo de hablar con @petrogustavo para felicitarlo por su triunfo en la presidencia de Colombia junto a @FranciaMarquezM. Alegría para América Latina! Trabajaremos juntos por la unidad de nuestro continente en los desafíos de un mundo que cambia velozmente. Seguimos!».[95]
- China: El mandatario chino Xi Jinping felicitó a Gustavo Petro por su triunfo y destacó que las relaciones bilaterales entre China y Colombia se encuentran en un nuevo punto de inicio. Mostró estar dispuesto a trabajar con él para "profundizar en la confianza política mutua, avanzar en la cooperación práctica y trabajar en un mayor desarrollo de las relaciones bilaterales" para beneficio de ambos países.[96]
- Costa Rica: El mandatario costarricense, Rodrigo Chaves, felicitó a Petro mediante Twitter: «Felicitaciones al Presidente electo de Colombia, Sr. Gustavo Petro y su Vicepresidenta Sra. Francia Márquez, por su triunfo, en un proceso democrático y libre. Nuestros mejores deseos al pueblo colombiano, con el que deseamos una magnífica relación».[97]
- Cuba: El presidente Miguel Díaz-Canel felicitó a Gustavo Petro a través de su cuenta de Twitter: "Expreso mis más fraternales felicitaciones a Gustavo Petro por su elección como Presidente de Colombia en histórica victoria popular", además expresó la "disposición a avanzar en el desarrollo de las relaciones bilaterales por el bienestar de nuestros pueblos".[98]
- Ecuador: El presidente de Ecuador, Guillermo Lasso, felicitó a Gustavo Petro en las redes sociales: «He felicitado telefónicamente a Gustavo Petro por su elección como presidente de nuestra hermana República de Colombia y reiteré la disposición de nuestro Gobierno para fortalecer la amistad y cooperación, priorizando el desarrollo y la integración de nuestros pueblos», escribió vía Twitter.[99]
- El Salvador: El Ministerio de Relaciones Exteriores salvadoreño manifestó sus felicitaciones al pueblo de Colombia por su participación democrática, en la cual se eligió como presidente a Gustavo Petro. A su vez, "reafirmó el deseo de continuar estrechando los históricos lazos de amistad y cooperación con Colombia, que permitan a ambos países conducirse hacia la prosperidad económica y el desarrollo social".[100]
- Emiratos Árabes Unidos: A través de un comunicado oficial mediante la embajada de los EAU en Colombia el presidente de los Emiratos Árabes Unidos, Mohamed bin Zayed Al Nahayan y el vicepresidente y primer ministro, Mohammed bin Rashid Al Maktoum, felicitaron a Gustavo Petro por su elección como presidente de Colombia "Los jeques expresaron sus mejores deseos de salud y felicidad, y extendieron sus deseos de mayor progreso y prosperidad al Gobierno y pueblo de la República de Colombia".[101]
- España: El presidente del Gobierno, Pedro Sánchez, felicitó a Gustavo Petro a través de Twitter: «Colombia ha elegido nuevo presidente, ha elegido igualdad, justicia social y ambiental. Felicidades, @petrogustavo y @FranciaMarquezM por esta histórica victoria y los mejores deseos de España para la nueva etapa que inicia el país. Seguiremos reforzando los lazos que nos unen».[102]
- Estados Unidos: El secretario de Estado de los Estados Unidos, Antony Blinken, felicitó por teléfono al presidente electo Gustavo Petro. Hablaron de los objetivos mutuos para hacer frente al cambio climático, mejorar la salud pública y desarrollar oportunidades económicas inclusivas. El Secretario también señaló el apoyo de Estados Unidos a la completa implementación de los acuerdos de paz de 2016 y habló de cómo la estrategia antinarcóticos de Estados Unidos se alinea con el objetivo del presidente electo Petro de disminuir la violencia rural.[103][104] El presidente Joe Biden habló el 21 de junio con Petro y lo felicitó por su elección. Mencionó su interés de trabajar con el presidente electo en el fortalecimiento de la cooperación bilateral, en relación con el cambio climático, la seguridad sanitaria y los acuerdos de paz de 2016. También acordaron que sus equipos hicieran un seguimiento y se comprometieran directamente en intereses compartidos.[105]
- Guatemala: El presidente de Guatemala, Alejandro Giammattei, felicitó al gobierno electo y al pueblo colombiano en su cuenta de Twitter diciendo lo siguiente: "Guatemala felicita al pueblo de #Colombia por haber ejercido la máxima expresión de su voluntad soberana y le desea éxitos al nuevo gobierno al frente de esta hermana nación".[106]
- Haití: El primer ministro de Haití, Ariel Henry, expresó a través de su cuenta de Twitter sus felicitaciones por la elección presidencial de Gustavo Petro: "Me gustaría extender mis más sinceras felicitaciones al Sr. @petrogustavo por su victoria en las elecciones presidenciales de Colombia. Le deseo éxito, así como a su vicepresidenta, la Sra. @FranciaMarquezM", escribió Henry en su cuenta de Twitter. Asimismo, el primer ministro haitiano aprovechó "esta oportunidad para pedir el fortalecimiento de la cooperación entre los dos países".[107]
- Honduras: La presidenta Xiomara Castro felicitó a Gustavo Petro a través de su cuenta de Twitter: "En nombre del pueblo de Honduras felicito al valiente pueblo de Colombia por elegir el histórico cambio social que representa hoy el Presidente electo Gustavo Petro".[108]
- Irán: El ministro de relaciones exteriores de la República Islámica de Irán Hossein Amir Abdollahian felicitó a Gustavo Petro vía Twitter por su elección como presidente de Colombia "La República Islámica de Irán da la bienvenida y felicita al pueblo colombiano por su participación en las elecciones presidenciales en un ambiente libre y democrático. Felicito al Sr. Gustavo Petro, presidente electo de Colombia, por su victoria y deseo desarrollo y prosperidad para el pueblo colombiano y éxito para Petro".[109]
- Italia: El líder del Partido Democrático italiano, Enrico Letta, y el miembro de esta formación y ministro de Trabajo, Andrea Orlando, felicitaron a Gustavo Petro por su victoria en el balotaje de las elecciones presidenciales de Colombia: "Un punto de inflexión histórico para Colombia y para toda América Latina. La victoria de Gustavo Petro realmente abre el corazón a la esperanza", subrayó Letta en las redes sociales. "Gran noticia, por primera vez en la historia gana la izquierda en Colombia, Gustavo Petro es el nuevo presidente, Francia Márquez la primera vicepresidenta afrodescendiente", escribió Orlando en la misma red social.[110] El alcalde de Conza della Campania, Luigi Ciccone, también lo felicitó por su elección, resaltando que Gustavo Petro no sólo es ciudadano italiano, sino que está inscrito en el registro de ese municipio, junto con toda su familia. Ciccone envió a Petro "la más sincera felicitación por la tan esperada victoria para darle a Colombia lo que se merece: paz, desarrollo, equidad social, energías renovables y salud para todos".[111]
- Marruecos: SM el Rey Mohammed VI envió un mensaje de felicitaciones a Gustavo Petro, por su elección como presidente de la República de Colombia. Trasladó el interés que anima al Reino de Marruecos para continuar obrando, en concierto con la República de Colombia, con el fin de consolidar las relaciones de amistad entre los dos países sentando las bases de una fructífera y constructiva cooperación bilateral, en beneficio de los dos pueblos y como contribución a la consolidación de la cooperación entre los países del Sur.[112]
- México: El presidente Andrés Manuel López Obrador felicitó a Gustavo Petro por su «“histórico” triunfo», y subrayó que el pueblo colombiano «puso el ejemplo» con esa participación.[113]
- Nicaragua: El presidente Daniel Ortega se manifestó mediante un mensaje al electo Presidente: «Con todo respeto y mucho cariño a su pueblo, saludamos su victoria electoral de hoy 19 de junio».[92]
- Panamá: Laurentino Cortizo, presidente de Panamá, mostró sus felicitaciones a Gustavo Petro por Twitter: «En nombre de Panamá, felicito al presidente electo de Colombia, @petrogustavo, por su llegada a la Casa de Nariño. Hago votos por el fortalecimiento de la democracia del país hermano y de los vínculos históricos que unen a nuestros pueblos».[114]
- Paraguay: El presidente paraguayo, Marito Abdo, felicitó a Gustavo petro en su cuenta de Twitter: «Nuestras felicitaciones a Gustavo Petro como nuevo presidente electo de la República de Colombia y al hermano pueblo colombiano por esta jornada electoral ejemplar que reafirma su compromiso democrático».[115]
- Perú: El presidente de Perú, Pedro Castillo, felicitó por teléfono al mandatario electo de Colombia, Gustavo Petro. El contacto fue revelado por el gobernante en un mensaje de Twitter, en el cual precisa que lo felicitó «por su histórico triunfo democrático en Colombia». «Nos une un sentimiento en común que busca mejoras colectivas, sociales y de integración regional para nuestros pueblos. Hermano Gustavo, cuente siempre con el apoyo del Perú», agregó.[116]
- Reino Unido: La reina Isabel II, felicitó a Gustavo Petro por su elección como presidente de Colombia y reafirmó el compromiso del Reino Unido de trabajar conjuntamente "Me gustaría extenderle mis felicitaciones en su inauguración como Presidente de la República de Colombia. Nuestras dos naciones comparten una relación cercana, que data de la independencia de su país. Espero que nuestra cálida y fuerte relación continúe durante su Presidencia y le envío mis buenos deseos a ustedes y a la gente de Colombia".[117]
- República Árabe Saharaui Democrática: El presidente saharaui, Brahim Gali, expresó su calurosa felicitación a Gustavo Petro como presidente electo de Colombia: “Tengo el honor de dirigirme a Vuestra Excelencia, en ocasión de su elección como Presidente de la Hermana República de Colombia, para tanto en mi nombre, como del Gobierno y Pueblo Saharauis, expresarle mis más sinceras felicitaciones, así como mis deseos de éxitos, al frente de la más alta magistratura del país.”, ha señalado el mandatario en su misiva.[118]
- República Dominicana: El presidente Luis Abinader, felicitó a Gustavo Petro por su triunfo en las elecciones presidenciales de Colombia en su cuenta de Twitter: "Felicito a Gustavo Petro por su triunfo como Presidente electo de Colombia y al pueblo colombiano por el civismo mostrado en esta jornada que respalda la democracia en América. Reconocemos también la labor de las autoridades electorales por un certamen bien organizado y pacífico”.[119]
- Rusia: El Presidente de Rusia Vladímir Putin felicitó al nuevo Presidente Gustavo Petro a través de una comunicación oficial de la Embajada rusa en Colombia: «Acepte mis más sinceras felicitaciones con el motivo de su elección al cargo del Presidente de la República de Colombia. Las relaciones ruso-colombianas tradicionalmente tienen un carácter amistoso. Espero, que vuestra labor del mandatario del Estado contribuirá al desarrollo ulterior de los lazos de cooperación bilateral mutuamente ventajosa en diferentes campos».[120]
- Suecia: La Ministra de Asuntos Exteriores Ann Linde de Suecia, expresó sus felicitaciones a Gustavo Petro por Twitter: «Felicitaciones al presidente electo Gustavo Petro por ganar las elecciones presidenciales de Colombia. Suecia espera trabajar con el nuevo gobierno para continuar construyendo la paz, el desarrollo sostenible y fortaleciendo las relaciones bilaterales entre Suecia y Colombia».[121]
- Unión Africana: El presidente de la Comisión de la Unión Africana, Moussa Faki Mahamat, se pronunció sobre la victoria presidencial de Gustavo Petro y vicepresidencial de Francia Márquez: "En nombre de la familia de la Unión Africana, expreso mis calurosas felicitaciones al presidente Gustavo Petro y a la vicepresidenta Francia Márquez por su victoria histórica para todos los colombianos", expresó Mahamat en su cuenta de Twitter. "Ser vistos tal como nos vemos nosotros mismos es el reconocimiento más importante de la humanidad de uno" añadió.[122]
- Unión Europea: El alto representante para Asuntos Exteriores, Josep Borrell, felicitó al presidente electo por medio de Twitter: «Felicito a Gustavo Petro por su elección como próximo presidente de Colombia. Colombia es un socio fundamental para la UE. Cuente con la Unión Europea para seguir fortaleciendo nuestras relaciones». Borrell también afirmó que las elecciones fueron «un voto a favor de un cambio político y de una sociedad más igualitaria y más inclusiva».[102]
- Uruguay: El presidente Luis Lacalle Pou mandó sus felicitaciones a su homólogo, Gustavo Petro, por su victoria en las elecciones celebradas en Colombia. También le deseó «éxito en su futura gestión».[123]
- Venezuela: El presidente Nicolás Maduro felicitó a Gustavo Petro por su triunfo en la segunda vuelta electoral a la Presidencia de Colombia a través de su cuenta de Twitter señalando: «Felicito a Gustavo Petro y a Francia Márquez, por la histórica victoria en las elecciones presidenciales en Colombia. Se escuchó la voluntad del pueblo colombiano, que salió a defender el camino de la democracia y la paz. Nuevos tiempos se avizoran para este hermano país»[124] Por otra parte, el presidente interino Juan Guaidó también utilizó su cuenta de Twitter donde expresó: «Colombia es hoy el hogar de 2 millones de venezolanos que huyeron en búsqueda de futuro. Abogamos porque la gestión del nuevo Presidente @petrogustavo mantenga la protección a venezolanos vulnerables en su país y acompañe la lucha de Venezuela para recuperar su democracia».[125]